# 摩拉維察鄉
45°15′N 21°16′E / 45.250°N 21.267°E
摩拉維察鄉（羅馬尼亞語：Comuna Moravița, Timiș），是羅馬尼亞的鄉份，位於該國西部，由蒂米什縣負責管轄，面積86平方公里，海拔高度80米，2002年人口2,483，人口密度每平方公里29人。